# Carlotta Cosials
Carlotta Fernández Cosials (Madrid, 8 de abril de 1991) es una cantante, guitarrista, clarinetista y actriz española.
Actualmente forma parte del grupo de indie rock madrileño Hinds junto a Ana García Perrote.

## Discografía
Hinds fue ganador del Converse Make Noise Malasaña 2014, que impulsó su carrera musical. El 8 de enero de 2016, su primer disco, titulado Leave Me Alone, sale al mercado, recibiendo buenas críticas internacionales tales como la NME.
- Demo, 2014.[2]
- Barn, 2014
- Leave Me Alone, 2016
- I Don’t Run, 2018
- The Prettiest Curse, 2020
- Viva Hinds, 2024

## Filmografía

### Filmografía
| Películas y Series de Televisión | Películas y Series de Televisión   | Películas y Series de Televisión | Películas y Series de Televisión                                                                  |
| Año                              | Título                             | Papel                            | Notas                                                                                             |
| -------------------------------- | ---------------------------------- | -------------------------------- | ------------------------------------------------------------------------------------------------- |
| 1998                             | Compañeros                         | Verónica                         | Personaje en episodio ("Tienes contenta a la hormiga atómica")("No se puede ganar en todo" extra) |
| 2008                             | Cuenta atrás                       | Eva                              | Personaje en episodio ("Lago Castiviejo, 22:45 horas")                                            |
| 2010                             | Los protegidos                     | Paqui                            | Personaje secundario                                                                              |
| 2011                             | Punta Escarlata                    | Anabel                           | Personaje Secundario                                                                              |
| 2012                             | Cuéntame cómo pasó                 | Vero                             | Personaje Secundario                                                                              |
| 2013                             | "Esto no es una cita, la película" | Silvia                           | Personaje de reparto                                                                              |
| 2021-2023                        | Los Protegidos: El regreso         | Paqui                            | Personaje Secundario (Temporada 1) Personaje Principal (Temporada 2)                              |
| 2022                             | Historias de Protegidos            | Paqui                            | 1 episodio                                                                                        |